# Zdobywca serc
Zdobywca serc (ang. Make a Wish) – amerykański film z 1937 roku w reżyserii Kurta Neumanna.

## Nagrody i nominacje
| Nazwa nagrody | Wygrane            | Nominacje                             |
| ------------- | ------------------ | ------------------------------------- |
| Oscar         | 1938 bez rezultatu | 1938 Najlepsza muzyka Hugo Riesenfeld |